# Славацинек-Стары
Славацинек-Стары (пол. Sławacinek Stary) — деревня в Бяльском повете Люблинского воеводства Польши. Входит в состав гмины Бяла-Подляская. По данным переписи 2011 года, в деревне проживало 1092 человека.

## География
Деревня расположена на востоке Польши, на левом берегу реки Кшны, на расстоянии приблизительно 3 километров к западу от города Бяла-Подляска, административного центра повета. Абсолютная высота — 145 метров над уровнем моря. К северу от населённого пункта проходит национальная автодорога 2.

## История
В конце XVIII века входила в состав Берестейского повета Берестейского воеводства Великого княжества Литовского. Согласно «Справочной книжке Седлецкой губернии на 1875 год» деревня входила в состав гмины Ситник Бельского уезда Седлецкой губернии. В период с 1975 по 1998 годы входила в состав Бяльскоподляского воеводства.
С конца 1906 по начало 1910 гг. здесь жили Чижевский, Леонид Васильевич и Чижевский, Александр Леонидович, дом сохранился, но перестроен.

## Население
Демографическая структура по состоянию на 31 марта 2011 года:
|         | Всего | До трудоспособного возраста | Трудоспособного возраста | Старше трудоспособного возраста |
| ------- | ----- | --------------------------- | ------------------------ | ------------------------------- |
| Мужчины | 555   | 151                         | 366                      | 38                              |
| Женщины | 537   | 124                         | 319                      | 94                              |
| Всего   | 1092  | 275                         | 685                      | 132                             |